# Cernay-en-Dormois
 Cernay-en-Dormois  es una comuna y población de Francia, en la región de Champaña-Ardenas, departamento de Marne, en el distrito de Sainte-Menehould y cantón de Ville-sur-Tourbe.
Su población en el censo de 1999 era de 126 habitantes.
No está integrada en ninguna Communauté de communes u organismo similar.

## Demografía
| 305 | 209 | 179 | 156 | 153 | 126 |
| Para los censos de 1962 a 1999 la población legal corresponde a la población sin duplicidades (Fuente: INSEE [Consultar]) |     |     |     |     |     |